# Фриденбург
Фриденбург (африк. и англ. Vredenburg) — город на юго-западе Южно-Африканской Республики, на территории Западно-Капской провинции. Входит в состав района Уэст-Кост. Административный центр местного муниципалитета Салданья-Бей.

## История
Поселение на месте современного города было основано в 1883 году (по другим данным — в 1875 году). В 1932 году Фриденбург получил статус муниципалитета.

## Географическое положение
Город расположен в западной части провинции, вблизи побережья Атлантического океана, севернее залива Салданья-Бей, на расстоянии приблизительно 117 километров (по прямой) к северо-западу от Кейптауна, административного центра провинции. Абсолютная высота — 252 метра над уровнем моря.

## Климат
Климат города субтропический средиземноморский. Среднегодовое количество осадков — 239 мм. Наибольшее количество осадков выпадает в период с апреля по октябрь. Средний максимум температуры воздуха варьируется от 16,5 °C (в июле), до 25,6 °C (в феврале). Самым холодным месяцем в году является июль. Средняя минимальная ночная температура для этого месяца составляет 8 °C.

## Население
По данным официальной переписи 2001 года, население составляло 5864 человек, из которых мужчины составляли 49,6 %, женщины — соответственно 50,4 %. В расовом отношении цветные составляли 63,25 % от населения города, белые — 18,73 %, негры — 17,4 %; азиаты (в том числе индийцы) — 0,61 %. Наиболее распространёнными среди горожан языками были: африкаанс (79,71 %), коса (14,11 %), английский (3,77 %) и сесото (1,38 %).

Согласно данным, полученным в ходе проведения официальной переписи 2011 года, в Фриденбурге проживало 38 382 человека, из которых мужчины составляли 50,42 %, женщины — соответственно 49,58 %. В расовом отношении цветные составляли 55,75 % от населения города, негры — 28,73 %; белые — 13,81 %; азиаты (в том числе индийцы) — 0,65 %, представители других рас — 1,06 %. Наиболее распространёнными среди жителей города языками являлись: африкаанс (68,68 %), коса (19,31 %), английский (4,98 %), сесото (1,66 %) и тсвана (0,92 %).

## Транспорт
Через город проходят региональные шоссе R399 и R45. Имеется железнодорожная станция.